# セーケシュフェヘールヴァール - タポルツァ線
セーケシュフェヘールヴァール - タポルツァ線（ハンガリー語: Székesfehérvár–Tapolca-vasútvonal）は、ハンガリー国鉄の鉄道線の名称である。路線番号は29。バラトナカラッチャからバダチョニラーブディヘジまでの73km、バラトン湖の北岸に沿って走る路線である。

## 運行形態(夏季を除く)
特急と普通について説明する。

### 区間特急(S)
- ブダペスト - セーケシュフェヘールヴァール - タポルツァ
2時間に1本の運行。途中、フェヴェニェシュとセペズドフュルデーは交互に半数ずつが通過する。セーケシュフェヘールヴァール以東は30号線に直通する。
2020年春以前は、春季・夏季限定の一日1往復の運行で、029号線内は各駅に停車していた。当時は、特急(O)が優等列車として通年運行していた。

### 普通
- セーケシュフェヘールヴァール - バラトンフュレド
2時間に1本の運行。
2020年春以前は、原則タポルツァまで直通していた。

- バラトンフュレド - タポルツァ
一日3.5往復の運行。うち1往復がセーケシュフェヘールヴァールまで直通する。
2020年春以前は、上記フュレド以東の列車と直通していて、2時間に1本の運行であった。2020年夏 - 2022年度は一日3往復の運行であった。

### 過去の運行系統
- 特急(O) 
  - ブダペスト - セーケシュフェヘールヴァール - タポルツァ
一日あたり春季3往復、秋季・冬季2往復運行していた。セーケシュフェヘールヴァール以東は30号線に直通していた。アルショーエルシュ以東は区間特急(S)と同じ停車駅で、アルショーエルシュ以西はバラトンフュレド、バラトナカリ・デルギチェ、ザーンカ・ケヴェシュカール、レーヴフュレプ、バダチョニトマイ、バダチョニ、バダチョニテルデミツ・シグリゲト（一部通過）、タポルツァであった。
2020年春限りで、区間特急(S)の通年設定により休止。

## 運行形態(夏季)

### 特急「インターシティ(IC)」
- ケーク・フッラーム号：　ブダペスト - セーケシュフェヘールヴァール - タポルツァ
夏季限定で、2時間に1本の運行。途中、セーケシュフェヘールヴァール、バラトナルマーディとバラトンフュレド以西の各駅に停車する（ただし、セペズドフュルデーとバラチョニェルシュは通過）。セーケシュフェヘールヴァール以東は30号線に直通する。
2020年以前は、区間特急(S)として運行していて、セペズドフュルデーとバラチョニェルシュにも停車していた。

- ケーク・フッラーム号：　タポルツァ → セーケシュフェヘールヴァール → ブダペスト南駅
夏季限定で、片道のみ一日1本の運行。途中、バダチョニテルデミツ、バダチョニ、バダチョニトマイ、アブラハームヘジ、レーヴフュレプ、バラトンセペズド、ザーンカ・ケヴェシュカール、バラトナカリ、バラトヌドヴァリ、アソーフェー、バラトンフュレド、バラトナルマーディとセーケシュフェヘールヴァールに停車する。
過去の運行形態
2021年に「レヴェンドゥラ」号として運行を開始した。当初はアブラハームヘジ、バラトンセペズド、バラトヌドヴァリ、アソフェーを通過し、アルショーエルシュ以西の区間特急(S)停車駅に停車していた。
2023年度より、現在の停車駅となった。
2024年度より、愛称名が「ケーク・フッラーム」に変更となった。

### 特別快速(Ex)
- サボルチ・テケルゲー号：　ザーホニ - セーケシュフェヘールヴァール - ザーンカ・エルジェーベトターボル
- チャバイ・テケルゲー号：　ベーケーシュチャバ - セーケシュフェヘールヴァール - タポルツァ
一日1往復、ニーレジハーザ - ザーンカ間に運行。ただし休日はソルノク - タポルツァの列車が増発され、一日2往復の運行となる。フュレド以東は区間特急(S)と同じ停車駅で、フュレド以西はバラトナカリ、ザーンカ・ケヴェシュカール、セペズドフュルデー、レーヴフュレプ、バダチョニトマイ、バダチョニに停車し、東行に限りバダチョニェルシュに、ザーンカ発着便のみザーンカ・エルジェーベトターボルに停車する。
過去の運行形態
2018,19年は、ザーホニ発着の1往復を除き、普通列車(O)として運行していた。平日はタポルツァまで一日2.5往復運行していた。休日は本数が多く、特に金曜日の西行と日曜日の東行は最大で片道5本運行していた。チョパク、セペズドフュルデー、バダチョニェルシュを通過していた他、ザーンカ・エルジェーベトターボルに停車していた。
2020年に、特急(O)に格上げされた。
2021年に、種別が特別快速(Ex)に変更された他、快速の増発に伴って大幅に減便され、ソルノク方面への直通列車のみとなった。チョパク、バダチョニェルシュは停車となった。
2023年度より、愛称名が従来のテケルゲーから、始発駅の地域名を冠した愛称名になった。セペズドフュルデー停車となった他、バダチョニェルシュは西行が通過、エルジェーベトターボルはタポルツァ発着便が通過となった。

### 区間特急(S)
- テケルゲー号：　バラトンフュレド → セーケシュフェヘールヴァール → ケレンフェルド　【日曜運行】
日曜限定で、一日1本の運行。停車駅は通年運行の列車とほぼ同じだが、チョパクとアルショーエルシュは通過する。セーケシュフェヘールヴァール以東は30号線に直通する。
2023年度に、エクスプレス(Ex)の種別で運行を開始した。2024年度より、区間特急(S)に種別変更となった。

- ヴィーズポーク号：　ブダペスト南駅 - セーケシュフェヘールヴァール - バラトンフュレド
2時間に1本の運行。セーケシュフェヘールヴァール - バラトナカラッチャ間ノンストップで、バラトナカラッチャ以西はカープタランフュレドを除く各駅に停車する。セーケシュフェヘールヴァール以東は30号線に直通する。
過去の運行形態
2020年に、区間特急(S)の「フェチケ」号として、休日の東行片道1本のみが運行を開始した。当時はカープタランフュレドとセーケシュフェヘールヴァールを通過し、ブダペスト側の終点はケーバーニャ・キシュペシュトであった。
2021年に、2時間に1本の運行に増発された。快速(IR)「ヴィーズポーク」号に変更となった他、カープタランフュレドとセーケシュフェヘールヴァールは停車に変更され、ブダペスト南駅発着となった。
2024年度より、再び種別が区間特急(S)に変更となり、カープタランフュレドは大部分が通過となった。

- 過去の運行系統
  - ブダペスト - セーケシュフェヘールヴァール - タポルツァ
2020年以前、夏季限定で、一日1往復運行していた。ブダペスト行は029号線内各駅に停車するが、タポルツァ行に限り、セーケシュフェヘールヴァール - バラトナカラッチャ間ノンストップで運行していた。セーケシュフェヘールヴァール以東は30号線に直通していた。
2021年以降、フュレド以西は普通に、フュレド以東は快速カティツァ号に吸収される形で休止。

### 快速(IR)
- カティツァ号：　ブダペスト南駅 - セーケシュフェヘールヴァール - バラトンフュレド
夏季限定で、2時間に1本の運行。セーケシュフェヘールヴァール - バラトンフュレド間の各駅に停車する。セーケシュフェヘールヴァール以東は30号線に直通する。
2020年度に限り、サバドバッチャーンを通過していた。2020年以前は区間特急(S)として運行していた。

### 普通
- (セーケシュフェヘールヴァール - ) バラトンフュレド - タポルツァ
2時間に1本の運行。早朝・深夜のみ、セーケシュフェヘールヴァールまで運行される。多くは、ザーンカ・エルジェーベトターボルとバダチョニラーブディヘジを通過する。
2020年以前は全線で早朝・深夜のみの運行であった。また、ザーンカ・エルジェーベトターボルとバダチョニラーブディヘジにも停車していた。

## 駅一覧
以下では、ハンガリー国鉄29号線の駅と営業キロ、停車列車、接続路線などを一覧表で示す。
- 種別
  - O：特急
  - Sz：普通
- 停車駅
  - ■印：全列車停車
  - ●印：一部通過
  - ○印：一部停車
  - ｜印：全列車通過

| 路線名 | 駅名                                             | 駅間営業キロ | 累計営業キロ | S  | Sz | 接続路線                              | 所在地           | 所在地                         |
| ------ | ------------------------------------------------ | ------------ | ------------ | -- | -- | ------------------------------------- | ---------------- | ------------------------------ |
| 30     | セーケシュフェヘールヴァール駅                   | -            | 0            | ■  | ■  | 5号線、20号線、30号線、44号線、45号線 | フェイェール県   | セーケシュフェヘールヴァール郡 |
| 30     | セーケシュフェヘールヴァール・レピュレーテール駅 | 4            | 4            | ｜ | ●  |                                       | フェイェール県   | セーケシュフェヘールヴァール郡 |
| 29     | サバドバッチャーン駅                             | 6            | 10           | ｜ | ●  | 30号線（セントジェルジ方面）          | フェイェール県   | セーケシュフェヘールヴァール郡 |
| 29     | ポルガールディ・イパルテレペク駅                 | 8            | 18           | ｜ | ■  |                                       | フェイェール県   | セーケシュフェヘールヴァール郡 |
| 29     | ポルガールディ駅                                 | 2            | 20           | ｜ | ■  |                                       | フェイェール県   | セーケシュフェヘールヴァール郡 |
| 29     | フュレ駅                                         | 3            | 23           | ｜ | ■  |                                       | フェイェール県   | セーケシュフェヘールヴァール郡 |
| 29     | バラトンフェーカヤール上駅                       | 5            | 28           | ｜ | ■  |                                       | ヴェスプレーム県 | バラトナルマーディ郡           |
| 29     | チャヤーグ駅                                     | 2            | 30           | ｜ | ■  |                                       | ヴェスプレーム県 | バラトナルマーディ郡           |
| 29     | バラトナカラッチャ駅                             | 3            | 33           | ■  | ■  |                                       | ヴェスプレーム県 | バラトナルマーディ郡           |
| 29     | チッテーニヘジ駅                                 | 3            | 36           | ｜ | ■  |                                       | ヴェスプレーム県 | バラトナルマーディ郡           |
| 29     | バラトンケネシェ駅                               | 2            | 38           | ■  | ■  |                                       | ヴェスプレーム県 | バラトナルマーディ郡           |
| 29     | バラトンフューズフェー駅                         | 6            | 44           | ■  | ■  |                                       | ヴェスプレーム県 | バラトナルマーディ郡           |
| 29     | バラトナルマーディ駅                             | 6            | 50           | ■  | ■  |                                       | ヴェスプレーム県 | バラトナルマーディ郡           |
| 29     | カープタランフュレド駅                           | 2            | 52           | ｜ | ■  |                                       | ヴェスプレーム県 | バラトナルマーディ郡           |
| 29     | アルショーエルシュ駅                             | 4            | 56           | ■  | ■  |                                       | ヴェスプレーム県 | バラトナルマーディ郡           |
| 29     | チョパク駅                                       | 4            | 60           | ■  | ■  |                                       | ヴェスプレーム県 | バラトンフュレド郡             |
| 29     | バラトナラーチ駅                                 | 3            | 63           | ｜ | ■  |                                       | ヴェスプレーム県 | バラトンフュレド郡             |
| 29     | バラトンフュレド駅                               | 2            | 65           | ■  | ■  |                                       | ヴェスプレーム県 | バラトンフュレド郡             |
| 29     | アソーフェー駅                                   | 5            | 70           | ■  | ■  |                                       | ヴェスプレーム県 | バラトンフュレド郡             |
| 29     | エルヴェーニェス駅                               | 2            | 72           | ●  | ■  |                                       | ヴェスプレーム県 | バラトンフュレド郡             |
| 29     | バラトヌドヴァリ駅                               | 1            | 73           | ■  | ■  |                                       | ヴェスプレーム県 | バラトンフュレド郡             |
| 29     | フェヴェニェシュ駅                               | 2            | 75           | ◐  | ●  |                                       | ヴェスプレーム県 | バラトンフュレド郡             |
| 29     | バラトナカリ・デルギチェ駅                       | 4            | 79           | ■  | ■  |                                       | ヴェスプレーム県 | バラトンフュレド郡             |
| 29     | ザーンカ・エルジェーベトターボル駅(*1)           | 3            | 82           | ●  | ■  |                                       | ヴェスプレーム県 | バラトンフュレド郡             |
| 29     | ザーンカ・ケヴェシュカール駅                     | 2            | 84           | ■  | ■  |                                       | ヴェスプレーム県 | バラトンフュレド郡             |
| 29     | バラトンセペズド駅                               | 3            | 87           | ■  | ■  |                                       | ヴェスプレーム県 | バラトンフュレド郡             |
| 29     | セペズドフュルデー駅                             | 1            | 88           | ◑  | ■  |                                       | ヴェスプレーム県 | バラトンフュレド郡             |
| 29     | レーヴフュレプ駅                                 | 2            | 90           | ■  | ■  |                                       | ヴェスプレーム県 | タポルツァ郡                   |
| 29     | バラトンレンデシュ駅                             | 5            | 95           | ●  | ■  |                                       | ヴェスプレーム県 | タポルツァ郡                   |
| 29     | アーブラハームヘジ駅                             | 1            | 96           | ■  | ■  |                                       | ヴェスプレーム県 | タポルツァ郡                   |
| 29     | バダチョニェルシュ駅                             | 4            | 100          | ●  | ●  |                                       | ヴェスプレーム県 | タポルツァ郡                   |
| 29     | バダチョニトマイ駅                               | 1            | 101          | ■  | ■  |                                       | ヴェスプレーム県 | タポルツァ郡                   |
| 29     | バダチョニ駅                                     | 2            | 103          | ■  | ■  |                                       | ヴェスプレーム県 | タポルツァ郡                   |
| 29     | バダチョニラーブディヘジ駅                       | 3            | 106          | ●  | ■  |                                       | ヴェスプレーム県 | タポルツァ郡                   |
| 29     | バダチョニテルデミツ・シグリゲト駅               | 2            | 108          | ■  | ■  |                                       | ヴェスプレーム県 | タポルツァ郡                   |
| 29     | ネメシュグラーチ・キシャパーティ駅               | 3            | 111          | ●  | ●  |                                       | ヴェスプレーム県 | タポルツァ郡                   |
| 29     | タポルツァ駅                                     | 6            | 117          | ■  | ■  | 26号線                                | ヴェスプレーム県 | タポルツァ郡                   |

(*1): 2021年6月に、ザーンカフュルデー駅から改称。駅名の変遷はザーンカ・エルジェーベトターボル駅の記事を参照。